# جذع علوي للضفيرة العضدية
الجذع العلوي للضفيرة العضدية يتكون من اتحاد الجذور البطنانية (الأمامية) للعصبين الرقبيين الخامس (c5) والسادس (c6). ينقسم الجذع العلوي إلي قسمين:أمامي وخلفي.

## مصدر الجذع العلوي وامتداداته

### المصدر
الجذور البطنانية (الأمامية) للعصبين الخامس والسادس

### الامتدادات
- القسم الأمامي من الجذع العلوي
- القسم الخلفي من الجذع العلوي
- عصب تحت الترقوة
- عصب فوق عظم الكتف

## ترتيب الفروع الرئيسية للجذع العلوي (من الأقرب إلى الأبعد)
- عصب تحت الترقوة
- عصب فوق الكتف
- القسم الأمامي من الجذع العلوي (c5-c6، يشكل جزءا من الحبل الوحشي)
- القسم الخلفي من الجذع العلوي (c5-c6، يشكل جزءا من الحبل الخلفي)

## معرض الصور

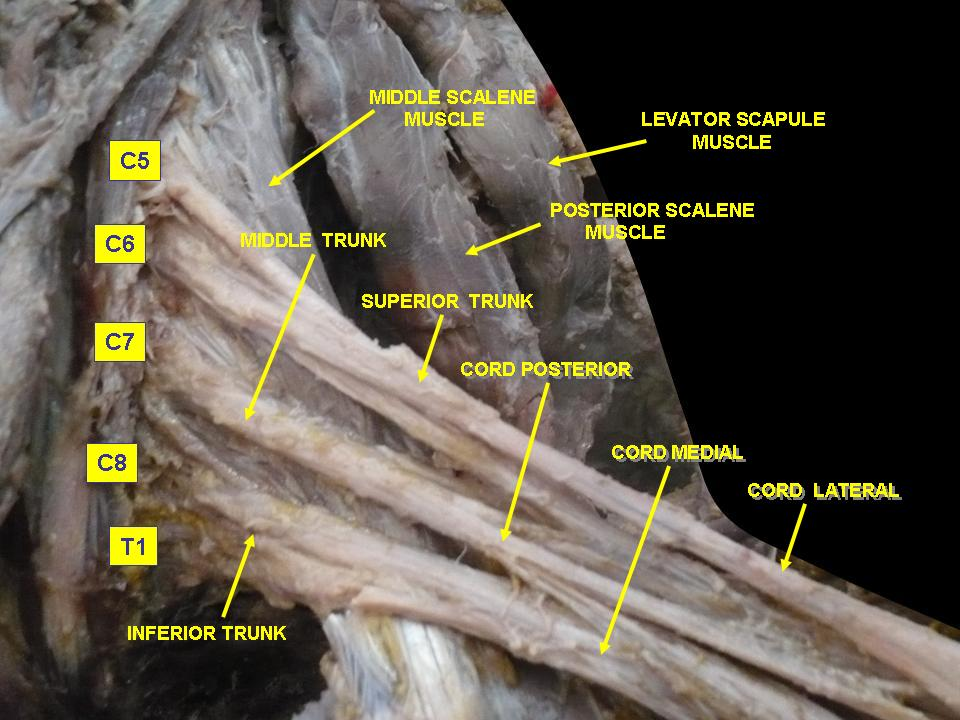
منظر للضفيرة العضدية (تشريح عميق)
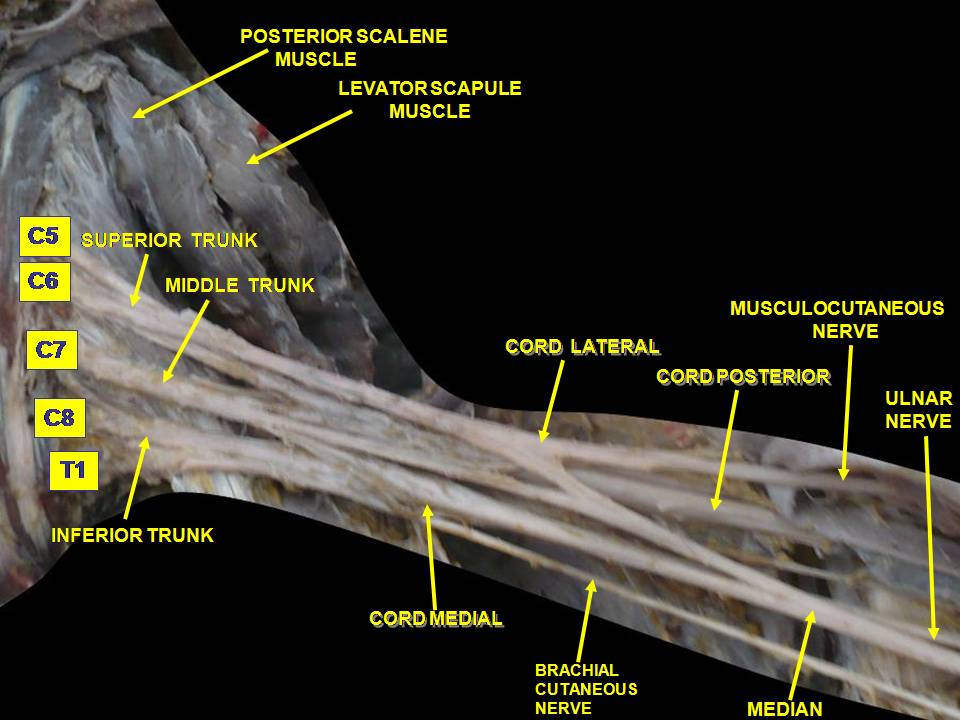
منظر أمامي وحشي للضفيرة العضدية (تشريح عميق)